# Индихенизм
Индихенизм (исп. indigenismo, от исп. indígena— «туземный») — течение в общественной мысли, изобразительном искусстве и литературе государств и стран Латинской Америки, в которых индейцы составляют значительную часть населения. 
Индихенизм ориентирован на реабилитацию коренного населения. Особенное развитие течение получило в государствах и странах, где индейцы составляют большинство или значительную долю населения — Перу, Эквадор, Боливия, Мексика. Сегодня термин употребляется применительно не только ко всем индейским народам, но и к другим коренным народам, например, аборигенам Австралии. В современном мире наряду с культурной составляющей усилилось значение борьбы за гражданские права, автономию и даже полную политическую самостоятельность.
В искусстве индихенизм отличает сочувственный интерес к жизни, истории и культуре коренных народов, стремление воспроизвести особенности их менталитета, духовного мира и художественного восприятия.

## В литературе
В литературе произведения индихенизма объединяет тематика (жизнь индейцев) и комплекс идей (культурное возрождение), при этом художественные черты могут соответствовать принципам романтизма, реализма и современных течений. Впервые индихенистские черты были отражены в поэме «Уругвай» бразильца Жозе Базилиу да Гамы (1769). Индихенизм XIX века выразился в романах, осуждающих конкисту и идеализирующих индейца. Расцвет индихенизм достигает в прозе 1920—1960-х годов. Наиболее яркие писатели-индихенисты этого периода: в Мексике — Григорио Лопес-и-Фуэнтес, Росарио Кастельянос; в Гватемале Мигель Анхель Астуриас, в Эквадоре — Хорхе Икаса; в Перу — Энрике Лопес Альбухар, Сиро Алегриа, Хосе Мария Аргеда; В Боливии — Альсидес Аргедас и Хесус Лара.

## В музыке
В музыке индихенизм проявился в интересе к индейскому музыкальному фольклору и в осознании его как неотъемлемой части общенациональной культуры. Первоначально музыкальный индихенизм появился в Перу в конце XIX века. Здесь велись записи индейской музыки с целью использования её в композиторском творчестве. Пио Венсесало Оливера между 1896 и 1900 годами записал более 50 индейских мелодий, по своему складу относящихся к доколумбовой эпохе. Музыковед Хосе Кастро опубликовал в 1897 году первое в Перу исследование ладовой структуры индейской музыки. Самым ярким представителем перуанского индихенизма начального периода (1900—1920-е годы) был композитор Даниэль Аломиа Роблес, записавший в Перу и Боливии 1260 индейских мелодий, которые он классифицировал по районам, жанрам и ритмо-мелодическим характеристикам. Роблес использовал собранный материал в опере «Илья-Кори», сарсуэле «Пролетает кондор» и хореографической пантомиме «Инкский танец». Среди индихенистских композиторов более позднего периода выделяются Теодоро Валькарсель и Андреас Сас Орчасаль, из современных — Армандо Гевара Очоа. В боливийском индихенизме выделяются композиторы Эдуардо Кабы и Хосе Мария Веласко Майдана. В Чили это направление представлено творчеством Карлоса Лавина и Карлоса Исаммита Аларкона. Наиболее ярко индихенизм проявился в Мексики в творчестве Карлоса Чавеса: в балетах «Новый огонь» и «Четыре солнца», оркестровой пьесе «Хочипилли Маккуильхочитль» и «Индейской симфония». В этом направлении также работали мексиканские композиторы Даниэль Айяла Перес, Канделарио Уисар, Луис Санди Менесес, Карлос Хименес Мабарак.

## В изобразительном искусстве
Как направление живописи индихенизм возник в 1910-х годах. В Мексике индихенизм имел ярко выраженную социальную направленность (творчество мексиканских монументалистов). Индихенистов объединяли мировоззренческие взгляды, в то время как манера письма могла быть различной. Наиболее последовательное выражение индихенизм нашел в творчестве перуанских, боливийских и эквадорских художников. В Перу основоположником индихенизма был Хосе Сабогаль Диегес. Лучшая часть работ Диегеса была создана в 1920—1940-е годы, в 1922 году вокруг него образовался кружок молодых художников. В Боливии первопроходцем индихенизма в 1920-х годах стал Сесилио Гусман де Рохас. В Эквадоре появление индихенизма связо с влиянием мексиканской школы монументализма, здесь основоположником стал Хосе Абрахам Москосо. С индихинизмом в Эквадоре связано абстракционистское течение «преколомбино». В Мексике наиболее последовательно индихенизма придерживались Диего Ривера и Амадо де ла Куэва, Хуан О’Горман, Артуро Гарсиас Бустос и художники «Мастерской народной графики».